# Eliane Elias
| Eliane Elias                              | Eliane Elias                              |
| Kattints az alábbi külső linkek egyikére! | Kattints az alábbi külső linkek egyikére! |
| ----------------------------------------- | ----------------------------------------- |
| Nem található szabad kép.(?)              |                                           |
| külső link · jogvédett                    | Eliane Elias                              |

Eliane Elias (São Paulo, 1960. március 19. –) brazil Grammy-díjas zongorista, énekesnő, zeneszerző, hangszerelő.

## Pályakép
„Don Quijote is szereti a jazzt.”
São Paulo-ban született, New Yorkban él. Évtizedek óta meghatározó szereplője a dzsessznek.
Már kamaszlányként kiválóan énekelt és zongorázott, komponált, hangszerelt. A The Juilliard Schoolon diplomázott és a fúziós jazz együttese, a Steps Ahead tagja lett. Első férje, a trombitás Randy Brecker segítségével fogott szólókarrierbe.
2013-ban fellépett Magyarországon is.

## Lemezek

### Szólólemezek
- Amanda (1985)
- Illusions (1986)
- Cross Currents (1987)
- So Far So Close (1989)
- Eliane Elias Plays Jobim (1990)[6]
- A Long Story (1991)
- Fantasia (1992)
- Paulistana (1993)
- On the Classical Side (1993)
- Solos and Duets (1994)
- The Three Americas (1996)
- Impulsive! (1997)
- Eliane Elias Sings Jobim (1998)
- Everything I Love (2000)
- Kissed By Nature (2002)
- Dreamer (B2004)
- Around the City (2006)
- Something for You: Eliane Elias Sings & Plays Bill Evans (2008)
- Bossa Nova Stories (2008)
- Eliane Elias Plays Live (2009)
- Light My Fire (2011)
- Swept Away (2012)
- I Thought About You (2013)
- Made in Brazil (2015)
- Dance of Time (2017)
- Music from Man of La Mancha (2018)[7]
- Love Stories (2019)
- Mirror Mirror (2021)
- Quietude (2022)

## Díjak
Kétszeres Grammy-díjas
- 1995: Grammy jelölés, Best Jazz Solo Performance, „Solos and Duets” Herbie Hancock-kal
- 1997: Best Jazz Album, Down Beat magazine Readers Poll, „The Three Americas”
- 1998: Grammy jelölés, Best Large Jazz Ensemble, „Impulsive” – Bob Brookmeyer and The Danish Radio Jazz Orchestra
- 2002: Grammy jelölés, Best Latin Jazz Album, „Calle 54”
- 2018: Winner of the Edison Lifetime Achievement Award – (Hollandia)
- Ötször: Japan Gold Disc Award – (Japán)